# Iván Cañete
Iván Gabriel Cañete Martínez (Luque, Paraguay, 22 de abril de 1995) es un exfutbolista paraguayo. Jugaba de defensor.

## Clubes
| Club                            | País      | Año         |
| ------------------------------- | --------- | ----------- |
| Atlético de Madrid (Inferiores) | España    | 2013-2015   |
| Cerro Porteño                   | Paraguay  | 2016 - 2017 |
| Rubio Ñu                        | Paraguay  | 2017        |
| Madureira Esporte Clube         | Brasil    | 2019        |
| Palmaflor                       | Bolivia   | 2020        |
| Zulia FC                        | Venezuela | 2021        |
| General Díaz                    | Paraguay  | 2021        |
| 2 de Mayo                       | Paraguay  | 2022 - 2024 |

- Datos: Q18808543